# 竹山郡 (京畿道)
竹山郡（チュクサンぐん、죽산군）は韓国京畿道安城市竹山面を中心に安城市東部3面（一竹面・竹山面・三竹面）と龍仁市処仁区南東部（遠三面・白岩面）を管轄した朝鮮時代の行政区画。

## 歴史
- 百済 - 皆次山郡と呼ばれた。
- 5世紀ごろ - 新羅の領土になった。
- 757年（景徳王16年） - 全国の行政体制および行政単位の名称を改称しながら介山郡に改名し、陰竹県を領県にした。
- 891年（真聖女王5年） - 地方豪族箕萱の領地となった。弓裔がしばらくその麾下にあって、北原京の梁吉に投降した。
- 899年（孝恭王3年） - 後高句麗王となった弓裔が非悩城（安城竹州山城） の戦いで梁吉の軍隊を撃破して漢江水路を掌握した。
- 900年 - 非悩城の地盤として現在の京畿道南部と忠清北道一帯が後高句麗の領域となった。
- 926年 - 高麗が介山郡を竹州に昇格させた。
- 933年 - 団練使が派遣された。
- 高麗穆宗 - 邑がしばらく廃止された。
- 1018年（高麗顕宗9年） - 広州牧の属県となった。
- 高麗明宗 - 邑が回復し、監務を設置した。
- 1413年(朝鮮太宗13年） - 竹山県になった。当時竹山県は忠清道に属した。
- 1434年(朝鮮世宗16年） - 竹山県が忠清道から京畿道に移管された。
- 1543年(朝鮮中宗38年） - 竹山都護府に昇格した。
- 1895年6月23日（旧暦閏5月1日） - 二十三府制で行政区域が再編され、忠州府管轄の竹山郡になったが、翌年再び京畿道に編入された。
- 1914年4月1日 - 朝鮮総督府の行政区域統廃合で安城郡と龍仁郡に分割編入され、面が大挙に合併された。

| 府令第111号 |              |                                                          |
| 旧行政区域  | 新行政区域   | 新行政区域                                               |
| 蹄村面      | 安城郡竹一面 | 菱菊里                                                   |
| 北二面      | 安城郡竹一面 | 新興里、和谷里                                           |
| 北一面      | 安城郡竹一面 | 古銀里、唐村里、芳草里                                   |
| 南二面      | 安城郡竹一面 | 松川里、月井里、長岩里、竹林里、花鳳里                   |
| 南一面      | 安城郡竹一面 | 佳里、金山里、山北里、注川里                             |
| 府一面      | 安城郡竹二面 | 斗峴里、長渓里、長陵里                                   |
| 府二面      | 安城郡竹二面 | 梅山里、長院里、竹山里                                   |
| 南面        | 安城郡竹二面 | 唐木里、斗橋里、龍舌里、七長里                           |
| 西一面      | 安城郡竹三面 | 内長里、徳山里、龍月里、栗谷里、排台里                   |
| 西二面      | 安城郡竹三面 | 基率里、南楓里、内康里、麻田里、美獐里、真村里           |
| 西三面      | 安城郡竹三面 | 加峴里、東坪里                                           |
| 遠一面      | 龍仁郡遠三面 | 고당리、맹리、미평리、사암리、좌항리                     |
| 遠三面      | 龍仁郡遠三面 | 가좌리、가재월리、독성리、두창리、문촌리、죽능리、학일리 |
| 近一二面    | 龍仁郡外四面 | 석천리、옥산리、용천리、장평리                           |
| 近三面      | 龍仁郡外四面 | 가창리、근곡리、근삼리、근창리、박곡리、백암리           |
- 1915年6月1日 - 安城郡竹一面が一竹面で、竹二面が二竹面で、竹三面が三竹面とそれぞれ改称した。 [1]
- 1992年9月30日 - 安城郡二竹面が竹山面に改称された。 [2]
- 1996年3月1日 - 龍仁郡が市に昇格し、外四面を白岩面に改称した。